# Battaglia di Bosworth Field
La battaglia di Bosworth Field fu un'importante battaglia della guerra delle due rose, la guerra civile inglese che, nel corso della seconda metà del XV secolo, vide contrapporsi due rami della famiglia dei Plantageneti, il casato dei Lancaster contro il casato di York. La battaglia in argomento determinò la definitiva vittoria del casato dei Tudor, guidato da Enrico Tudor conte di Richmond futuro Enrico VII, sul casato di York, guidato dal re d'Inghilterra Riccardo III, che durante la battaglia perse la vita, ponendo termine alla dinastia dei Plantageneti. Il vincitore Enrico Tudor, discendente dei Beaufort, ramo illegittimo dei Lancaster, divenne re con il nome di Enrico VII, dando inizio alla dinastia dei Tudor.

## Antefatto
Riccardo di York, alla metà del secolo XV, aveva rivendicato il trono d'Inghilterra, e, nel 1455, aveva dato inizio alle ostilità (guerra delle due rose) tra il casato di York e il casato dei Lancaster, che da tre generazioni regnava in Inghilterra.
Durante la guerra delle due rose, il casato di York, nel 1471, aveva avuto il sopravvento e Edoardo di York era divenuto re d'Inghilterra (Edoardo IV). Alla morte di Edoardo IV, nel 1483, gli era succeduto il figlio tredicenne, Edoardo V, che era stato subito spodestato dallo zio, il duca di Gloucester, Riccardo di York che divenne Riccardo III.
Dopo l'avvento al trono di Riccardo III, che aveva perso il sostegno di una parte dei sostenitori della casata di York, sia per l'eliminazione di quasi tutti i componenti della famiglia Woodville e sia perché da alcuni era considerato un usurpatore, il casato dei Lancaster che, sotto Edoardo IV, negli ultimi dieci anni, non aveva dato praticamente segni di vita, si era ripreso e con un esponente dei Lancaster, per via materna, Enrico Tudor conte di Richmond, discendente di un figlio illegittimo di Giovanni Plantageneto, John Beaufort, I conte di Somerset, successivamente legittimato dal cugino, Riccardo II d'Inghilterra, nel 1397, e confermato dal fratellastro, Enrico IV d'Inghilterra a condizione che nessuno dei suoi discendenti avrebbe mai reclamato la corona; nonostante questo veto, Enrico, nominato capo del casato di Lancaster, nel 1483, divenne aspirante alla corona d'Inghilterra.
Enrico Tudor riuscì ad ottenere il sostegno di Enrico Stafford, secondo duca di Buckingham, uno dei sostenitori più leali di Riccardo III, che ribellatosi al suo sovrano, dopo un fallito tentativo di rovesciarlo con la forza, sconfitto e catturato, fu giustiziato nello stesso 1483. I nemici di Riccardo si unirono ancora contro di lui e, il 7 agosto 1485, Enrico di Richmond sbarcò a Milford Haven nel Pembrokeshire (Galles), si diresse nelle Midlands, raccogliendo sostenitori man mano che avanzava. Riccardo gli si fece incontro e il 22 agosto i due eserciti si scontrarono vicino a Market Bosworth, nel Leicestershire.

## La battaglia
L'esercito York, con una forza stimata tra i 7500 e i 1200 uomini, si schierò sulla cresta della collina di Ambion Hill, a circa trentacinque chilometri a nordest di Birmingham. Le truppe del duca di Norfolk (che componevano una "battaglia", secondo la terminologia dell'epoca)  composte di fanti armati di picche si trovavano sul fianco destro, a protezione del'artiglieria e di circa 1200 arcieri. Al centro si trovavano le truppe di Riccardo, con 3000 fanti, mentre gli uomini di Henry Percy, IV conte di Northumberland, circa 4000 fanti e molti uomini a cavallo, proteggevano il fianco sinistro. Dalla cima della collina Riccardo godeva di una vista ampia e senza ostacoli di tutto il campo di battaglia, e poteva osservare sia dai fratelli Stanley (Thomas Stanley, 2º Barone di Stanley, e sir William Stanley) e il loro contingente (tra i 4000 e i 6000 uomini) schierati nei pressi di Dadlington Hill, sia l'esercito di Enrico a sud-ovest.
Si stima che le forze di Enrico oscillassero tra i 5000 e gli 8000 uomini. Il nucleo di esuli e mercenari era rinforzato da truppe raccolte in Galles e nelle contee di confine inglesi (queste ultime probabilmente reclutate principalmente per azione del conte di Talbot), oltre che dai disertori dell'esercito di Riccardo. Secondo lo storico John Mackie il nucleo dell'esercito di Enrico era formato da 1800 mercenari francesi, guidati da Philibert de Chandée. Il filosofo scozzese John Mair, scrivendo trentacinque anni dopo la battaglia, sostenne che l'esercito di Enrico includeva un significativo numero di soldati scozzesi, e la tesi è accettata da alcuni storici moderni. Tuttavia, Mackie argomenta che i francesi non avrebbero lasciato liberi i loro cavalieri e arcieri scozzesi di unirsi a Riccardo, e ne ricava che probabilmente c'erano poche truppe scozzesi nell'esercito, riconoscendo tuttavia la presenza di comandanti come Bernard Stewart, Lord Aubigny.
Gli storici hanno cercato di ricostruire lo svolgimento della battaglia interpretando i pochi cenni presenti nelle fonti. Nelle loro interpretazioni della battaglia, Enrico iniziò muovendo il suo esercito verso Ambion Hill, dove si trovavano Riccardo e i suoi uomini. Mentre l'esercito di Enrico avanzava oltre la palude alla base sud-occidentale della collina, Riccardo inviò un messaggio a Lord Stanley, minacciando di giustiziare suo figlio, Lord Strange, se Stanley non si fosse unito immediatamente all'attacco contro Enrico. Stanley rispose che aveva altri figli. Furioso, Riccardo diede l'ordine di decapitare Strange, ma i suoi ufficiali temporeggiarono, facendo presente che la battaglia era imminente e che sarebbe stato più conveniente rimandare l'esecuzione. Anche Enrico aveva inviato dei messaggeri a Stanley chiedendogli di dichiarare con chi volesse allearsi. La risposta fu evasiva: gli Stanley sarebbero venuti «naturalmente», dopo che Enrico avesse dato ordini al suo esercito e lo avesse schierato per la battaglia. Enrico non aveva dunque altra scelta che affrontare le forze di Riccardo da solo.
Ben consapevole della propria inesperienza militare, Enrico cedette il comando del suo esercito al conte di Oxford e si ritirò nella retroguardia con le sue guardie del corpo. Oxford, osservando la lunga linea dell'esercito di Riccardo schierato lungo la cresta della collina, decise di tenere i suoi uomini uniti invece di suddividerli nelle tre sezioni (avanguardia, centro e retroguardia) in cui si era soliti dividere l'esercito. Ordinò alle truppe di non allontanarsi più di tre metri dai loro stendardi, per paura che potessero essere circondate. I soldati quindi si fusero a formare un solo grande schieramento con la cavalleria disposta sulle ali.
I soldati Lancaster furono sottoposti al tiro dell'artiglieria di Riccardo mentre aggiravano la palude in cerca di un terreno più solido. Una volta che il conte di Oxford e i suoi uomini furono lontani dalla palude, il reparto agli ordini del conte di Norfolk e diversi contingenti del gruppo di Riccardo, sotto il comando di Robert Brackenbury, iniziarono ad avanzare. Entrambi gli schieramenti furono sottoposti a un diluvio di frecce durante l'avvicinamento.  Nel combattimento corpo a corpo che seguì gli uomini di Oxford dimostrarono una maggiore fermezza mantenendo le loro posizioni, mentre parecchi uomini di Norfolk fuggirono dal campo di battaglia. Tra l'altro in questo primo scontro Norfolk perse uno dei suoi ufficiali più importanti, Walter Devereux.
Accorgendosi delle difficoltà in cui si trovavano le truppe di Norfolk, Riccardo ordinò a Northumberland di assisterlo, ma le truppe di quest'ultimo non si mossero. Alcuni storici, come Horrox e Pugh, ipotizzano che la decisione di Northumberland fosse dovuta a motivi personali, ma un altro storico, Charles Ross, dubita invece delle accuse di slealtà a Northumberland, suggerendo che lo stretto crinale della collina di Ambion Hill gli abbia impedito di unirsi alla battaglia. Per affrontare le truppe nemiche il  conte avrebbe dovuto attraversare le proprie linee o aggirare l'ala nemica con una manovra che il livello di addestramento delle truppe dell'epoca rendeva quasi impossibile da eseguire.
A questo punto della battaglia, Riccardo scorse Enrico a breve distanza dalla prima linea e tentò di porre fine rapidamente allo scontro uccidendo il rivale. Guidò perciò una carica di cavalleria evitando la mischia principale e lanciandosi direttamente contro Enrico e le sue guardie del corpo. Secondo diversi resoconti il reparto guidato da Riccardo contava circa 800-1000 cavalieri, ma Ross sostiene che il sovrano fosse accompagnato solo dal gruppo dei suoi fedelissimi e dalle guardie del corpo. Durante la carica iniziale Riccardo uccise il portastendardo di Enrico, Sir William Brandon,  e disarcionò John Cheyne, ex portastendardo di Edoardo IV, con un colpo alla testa inferto con la lancia che si era già spezzata. I mercenari francesi al seguito di Enrico riferirono di essere stati colti alla sprovvista dall’attacco e che Enrico, senza nemmeno tentare di combattere, smontò da cavallo nascondendosi tra di loro per  evitare di diventare un facile bersaglio.
Oxford aveva lasciato con Enrico un piccolo drappello di picchieri, che rallentarono l'impeto della carica di Riccardo e fecero guadagnare a Enrico tempo prezioso. Quello che restava della guardia personale di Enrico si schierò attorno a lui riuscendo a tenerlo lontano da Riccardo. Lord Stanley, vedendo Riccardo in difficoltà con gli uomini di Enrico e separato dal grosso delle sue truppe, prese la sua decisione e andò ad aiutare Enrico. I cavalieri di Riccardo che lo avevano seguito nella carica si trovavano ora in inferiorità numerica: vennero circondati e respinti a diverse centinaia di metri da Enrico, fino al bordo di una palude dove il cavallo di Riccardo scivolò e cadde. Riccardo, disarcionato, si rimise in piedi e radunò i suoi, che erano sempre di meno. È probabile che si sia rifiutato di ritirarsi: "Dio non voglia che io arretri di un passo. O vincerò la battaglia da re, o morirò da re." Durante il combattimento il portabandiera di Riccardo, Sir Percival Thirlwall, perse entrambe le gambe, ma continuò a tenere alta la bandiera fino a quando fu ucciso. Anche James Harrington probabilmente morì durante questa carica, insieme al fidato consigliere del re, Richard Ratcliffe. 
Polidoro Virgili, storico ufficiale di Enrico Tudor, scrisse che "il re Riccardo fu ucciso combattendo valorosamente da solo nel più fitto gruppo dei suoi nemici". Riccardo era arrivato a una spada di distanza da Enrico Tudor prima di essere circondato dagli uomini di Stanley e ucciso. Il cronista borgognone Jean Molinet racconta che il colpo mortale gli fu inflitto da un gallese con un'alabarda mentre il cavallo di Riccardo era impantanato nel terreno paludoso. Si dice che i colpi furono così violenti che l'elmo del re venne spinto dentro il cranio. Il poeta gallese contemporaneo Guto'r Glyn suggerisce invece che il re fu ucciso da Rhys ap Thomas, un importante Lancaster gallese, o da uno dei suoi uomini, scrivendo che "Lladd y baedd, eilliodd ei ben" ("Uccise il cinghiale, gli tagliò la testa"). L'analisi delle ossa di re Riccardo ha rivelato undici ferite, nove delle quali alla testa; una lama compatibile con un'alabarda aveva tagliato una parte posteriore del cranio di Riccardo, probabilmente perché aveva già perso l'elmo. Quando la notizia della morte di Riccardo si diffuse nel suo esercito le truppe si dispersero. Northumberland e i suoi uomini fuggirono verso nord, mentre Norfolk, secondo la ballata di Lady Bessy, fu ucciso in duello dal cavaliere Sir John Savage.

Battaglia: Riccardo (bianco) guida un piccolo gruppo di uomini nel cuore della battaglia e carica Enrico (rosso), che si muove in direzione degli Stanley (blu). William Stanley si lanciò in soccorso di Enrico.

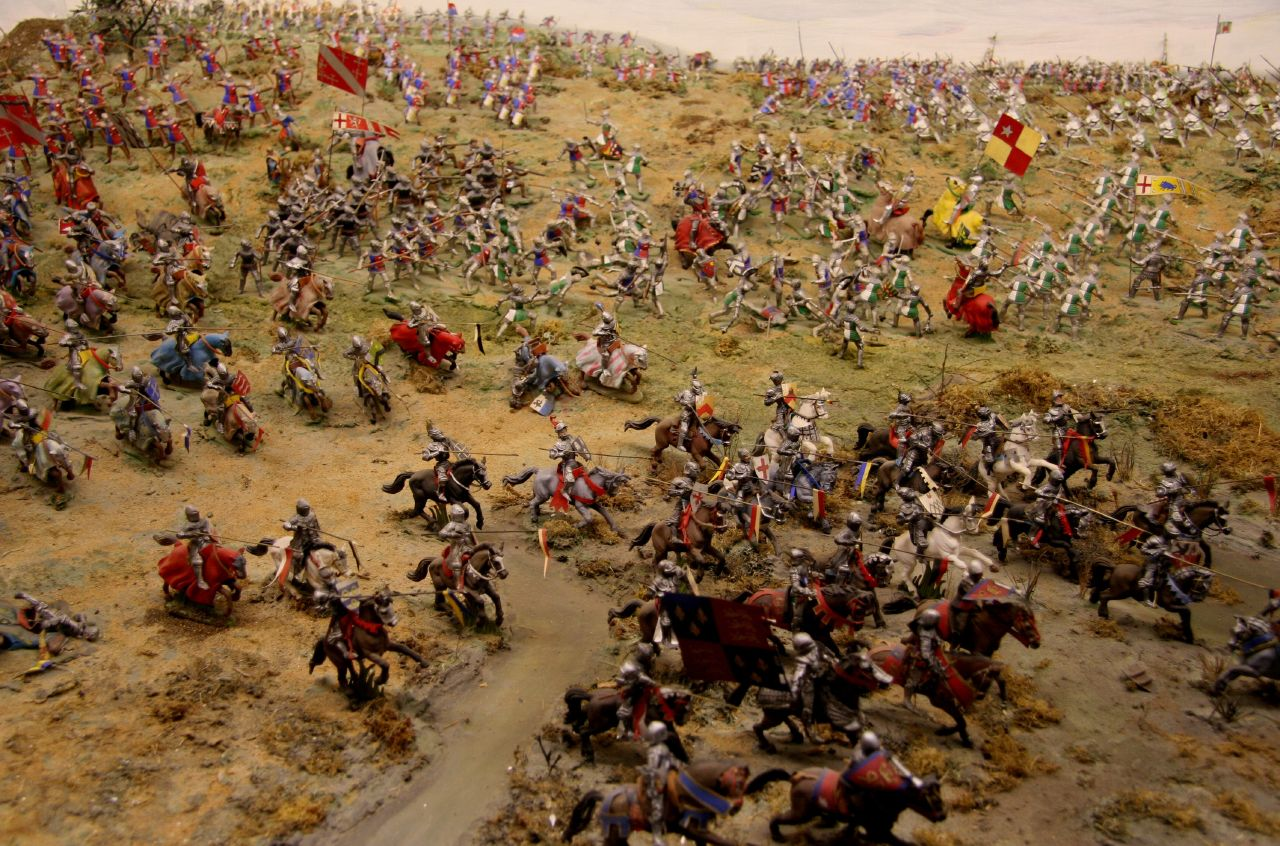
Lo scontro tra le truppe di Riccardo ed Enrico, diorama del Bosworth Battlefield Heritage Centre

## Dopo la battaglia

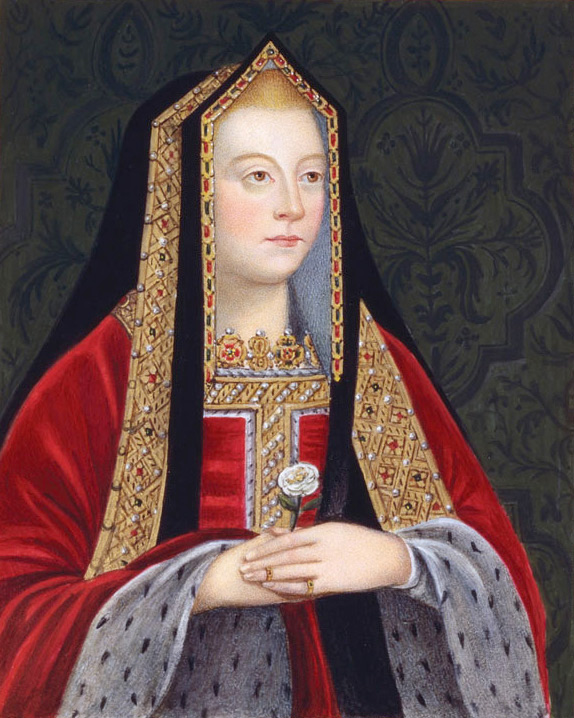
Elisabetta di York

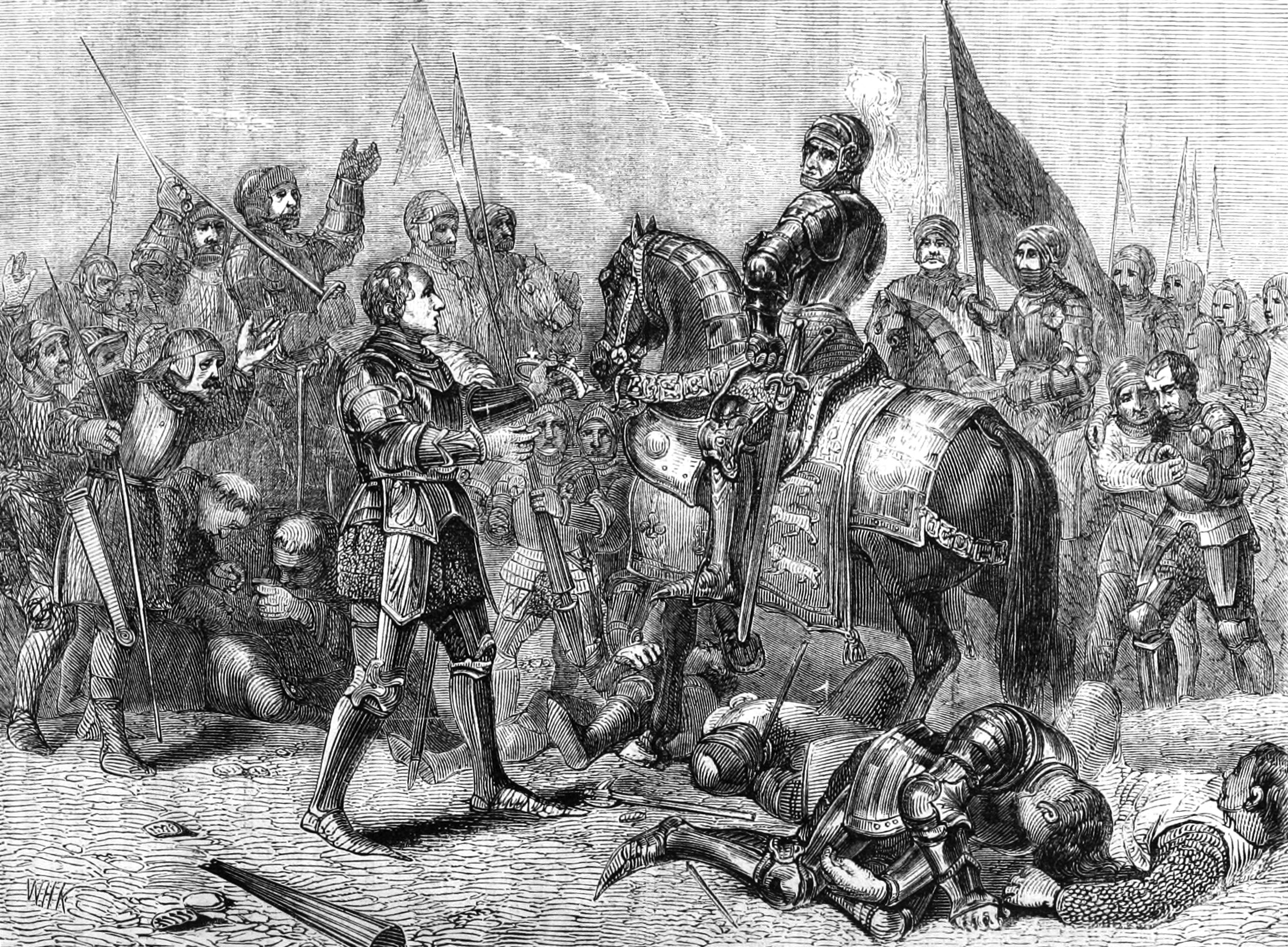
Ritrovata la corona di re Riccardo, dopo la battaglia, Lord Stanley la porge ad Enrico

La leggenda dice che dopo la battaglia la corona di Riccardo fosse trovata da Lord Stanley, che la porse a Enrico per essere incoronato sul campo di battaglia. Si dice che il corpo privo di vestiti di Riccardo fu esibito per le strade prima di essere tumulato nella Greyfriars Church a Leicester. Comunque con questa sconfitta le forze degli York subirono una pesante sconfitta, ed Enrico Tudor fu incoronato re d'Inghilterra come Enrico VII, dando inizio alla Dinastia Tudor. Dopo aver annullato il Titulus Regius, l'anno successivo (1486), sposò Elisabetta di York, erede di Edoardo IV, per rafforzare il suo diritto al trono, derivante in linea femminile ed illegittima da quello dei Lancaster. Al contrario di quello che la leggenda vuole, questo non mise fine ad ogni contrasto, ed Enrico dovette affrontare diverse ribellioni durante il suo regno.

## La versione di Shakespeare
William Shakespeare mette in risalto la battaglia di Bosworth nella sua opera Riccardo III. Questa è la "grande battaglia" del dramma; non ci sono altre scene di combattimento che possano distogliere l’attenzione del pubblico da questa azione, rappresentata da un duello all'ultimo sangue tra Enrico e Riccardo. Shakespeare da un lato presenta questo scontro come momento culminante sia della tragedia e sia della Guerre delle Due Rose, e dall'altro lo utilizza sul piano morale per evidenziare il "trionfo inequivocabile del bene sul male". Riccardo, il "cattivo" principale, era stato descritto come un "abile spadaccino e un coraggioso leader militare" nelle battaglie che fanno da sfondo nell’opera precedente di Shakespeare, l'Enrico VI, in netto contrasto con i mezzi subdoli con cui poi diventa re in Riccardo III. Anche se la battaglia di Bosworth viene descritta in appena cinque frasi, l’azione è preceduta da tre scene e oltre quattrocento versi che sviluppano il contesto e le motivazioni dei personaggi in attesa dello scontro.
Il racconto di Shakespeare si basa principalmente sulle descrizioni a tinte forti lasciate dai cronisti Edward Hall e Raphael Holinshed, che a loro volta attingono al resoconto di Vergilio. Inoltre l’atteggiamento di Shakespeare nei confronti di Riccardo è stato influenzato da Thomas More, le cui opere mostrano un forte pregiudizio contro Riccardo.
Il risultato di queste influenze è una trama che presenta il sovrano in una luce fortemente negativa: Shakespeare non ebbe scrupoli ad allontanarsi dalla realtà storica per accrescere la dimensione drammatica del suo racconto. Per esempio, Margherita d'Angiò, moglie di Enrico VI morì nel 1482, ma Shakespeare la fa parlare con la madre di Riccardo prima della battaglia per profetare il destino di Riccardo e adempiere alla profezia presente in Enrico VI. Shakespeare ingigantì il tema dell'insonnia di Riccardo prima della battaglia, immaginando che fosse perseguitato dai fantasmi di coloro che aveva assassinato, incluso  il conte di Buckingham. Riccardo è ritratto come colpito da un senso di colpa, ma mentre parla ritrova la sua sicurezza e afferma che sarà malvagio, se questo è necessario per mantenere la sua corona.
La lotta tra i due eserciti è simulata da rumori bellici fuori scena (come squilli di tromba che suonano la carica o l'adunata) mentre gli attori entrano sulla scena, recitano le loro battute ed escono. Per far crescere l'attesa per il duello Shakespeare introduce altri segnali di tromba dopo che il consigliere di Riccardo, William Catesby, annuncia che il re sta “[compiendo] più meraviglie di un uomo”. L'entrata di Riccardo coincide con la celeberrima battuta: “Un cavallo, un cavallo! Il mio regno per un cavallo!” Il sovrano rifiuta di ritirarsi, continuando a cercare di uccidere i sosia di Enrico nel tentativo di uccidere il vero Enrico. Non ci sono prove storiche che Enrico avesse davvero cinque sosia a Bosworth: si tratta di una invenzione di Shakespeare. Egli trasse ispirazione dall’uso che Enrico IV fece di questo trucco durante la battaglia di Shrewsbury (1403) per amplificare il coraggio di Riccardo sul campo di battaglia. Allo stesso modo, il combattimento corpo a corpo tra Enrico e Riccardo è un’invenzione di Shakespeare. The True Tragedy of Richard III, di autore ignoto, precedente a Shakespeare, non contiene alcuna indicazione di un combattimento in scena tra i due leader.